# Cheltenham Town F.C.
Cheltenham Town Football Club – angielski klub piłkarski z siedzibą w Cheltenham, grający obecnie w League Two.

## Reprezentanci kraju grający w klubie
- Martin Thomas
- Mike Duff
- Gregory Goodridge
- Grant McCann
- Chris Iwelumo
- Craig Dobson
- Kayode Odejayi
- Dénes Rósa
- Andy Smith
- Drissa Diallo
- Barry Hayles
- Lloyd Owusu
- Hólmar Örn Eyjólfsson